# Équipe de Colombie de football à la Coupe du monde 2018
Cet article relate le parcours de l’équipe de Colombie de football lors de la Coupe du monde de football 2018 organisée en Russie du 14 juin au 15 juillet 2018.

## Qualifications

### Poule unique
| Rang | Équipe    | Pts | J  | G  | N | P  | Bp | Bc | Diff |  | Résultats (▼ dom., ► ext.) |     |     |     |     |     |     |     |     |     |     |
| ---- | --------- | --- | -- | -- | - | -- | -- | -- | ---- |  | -------------------------- | --- | --- | --- | --- | --- | --- | --- | --- | --- | --- |
| 1    | Brésil    | 41  | 18 | 12 | 5 | 1  | 41 | 11 | +30  |  | Brésil                     |     | 2-2 | 3-0 | 2-1 | 3-0 | 3-0 | 3-0 | 2-0 | 5-0 | 3-1 |
| 2    | Uruguay   | 31  | 18 | 9  | 4 | 5  | 32 | 20 | +12  |  | Uruguay                    | 1-4 |     | 0-0 | 3-0 | 1-0 | 3-0 | 4-0 | 2-1 | 4-2 | 3-0 |
| 3    | Argentine | 28  | 18 | 7  | 7 | 4  | 19 | 16 | +3   |  | Argentine                  | 1-1 | 1-0 |     | 3-0 | 0-0 | 1-0 | 0-1 | 0-2 | 2-0 | 1-1 |
| 4    | Colombie  | 27  | 18 | 7  | 6 | 5  | 21 | 19 | +2   |  | Colombie                   | 1-1 | 2-2 | 0-1 |     | 2-0 | 0-0 | 1-2 | 3-1 | 1-0 | 2-0 |
| 5    | Pérou     | 26  | 18 | 7  | 5 | 6  | 27 | 26 | +1   |  | Pérou                      | 0-2 | 2-1 | 2-2 | 1-1 |     | 3-4 | 1-0 | 2-1 | 2-1 | 2-2 |
| 6    | Chili     | 26  | 18 | 8  | 2 | 8  | 26 | 27 | -1   |  | Chili                      | 2-0 | 3-1 | 1-2 | 1-1 | 2-1 |     | 0-3 | 2-1 | 3-0 | 3-1 |
| 7    | Paraguay  | 24  | 18 | 7  | 3 | 8  | 19 | 25 | -6   |  | Paraguay                   | 2-2 | 1-2 | 0-0 | 0-1 | 1-4 | 2-1 |     | 2-1 | 2-1 | 0-1 |
| 8    | Équateur  | 20  | 18 | 6  | 2 | 10 | 25 | 26 | -1   |  | Équateur                   | 0-3 | 2-1 | 1-3 | 0-2 | 1-2 | 3-0 | 2-2 |     | 2-0 | 3-0 |
| 9    | Bolivie   | 14  | 18 | 4  | 2 | 12 | 16 | 38 | -22  |  | Bolivie                    | 0-0 | 0-2 | 2-0 | 2-3 | 0-3 | 1-0 | 1-0 | 2-2 |     | 4-2 |
| 10   | Venezuela | 12  | 18 | 2  | 6 | 10 | 19 | 35 | -16  |  | Venezuela                  | 0-2 | 0-0 | 2-2 | 0-0 | 2-2 | 1-4 | 0-1 | 1-3 | 5-0 |     |

## Matchs de préparation à la Coupe du monde
Détail des matchs amicaux
| Match amical           | France                 | 2 - 3   | Colombie                               | Stade de France, Saint-Denis                   |                                                |
| 23 mars 2018 21h00 HEC | Giroud 11e · Lemar 26e | (2 - 1) | 28e Muriel · 62e Falcao · 85e Quintero | Spectateurs : 81 230 Arbitrage : Mark Kelermin | Spectateurs : 81 230 Arbitrage : Mark Kelermin |

| Match amical           | Australie | 0 - 0   | Colombie | Craven Cottage, Londres                         |                                                 |
| 27 mars 2018 21h00 HEC |           | (0 - 0) |          | Spectateurs : 24 300 Arbitrage : Stephan Studer | Spectateurs : 24 300 Arbitrage : Stephan Studer |

| Match amical            | Égypte | 0 - 0   | Colombie | Stadio Atleti Azzurri d'Italia, Bergame |  |
| 1er juin 2018 21h15 HEC |        | (0 - 0) |          |                                         |  |

| Match amical     | Colombie | -   | Grèce |  |  |
| 10 juin 2018 HEC |          | (-) |       |  |  |

## Effectif
La liste officiel de la Colombie, est dévoilée le 4 juin 2018.
| Numéro / Nom       | Numéro / Nom           | Club                   | Date de naissance et âge*  | J.              | Buts            |                 |                 |                 |
| Gardiens de but    | Gardiens de but        | Gardiens de but        | Gardiens de but            | Gardiens de but | Gardiens de but | Gardiens de but | Gardiens de but | Gardiens de but |
| ------------------ | ---------------------- | ---------------------- | -------------------------- | --------------- | --------------- | --------------- | --------------- | --------------- |
| 01                 | David Ospina           | Arsenal FC             | 31 août 1988 (29 ans)      | 4               | 0               | 0               | 0               | 0               |
| 12                 | Camilo Vargas          | Deportivo Cali         | 29 janvier 1989 (29 ans)   | 0               | 0               | 0               | 0               | 0               |
| 22                 | José Fernando Cuadrado | CD Once Caldas         | 21 avril 1996 (22 ans)     | 0               | 0               | 0               | 0               | 0               |
| Défenseurs         |                        |                        |                            |                 |                 |                 |                 |                 |
| 02                 | Cristián Zapata        | AC Milan               | 30 septembre 1986 (31 ans) | 1               | 0               | 0               | 0               | 0               |
| 03                 | Óscar Murillo          | CF Pachuca             | 18 avril 1988 (30 ans)     | 1               | 0               | 0               | 0               | 0               |
| 04                 | Santiago Arias         | PSV Eindhoven          | 13 janvier 1992 (26 ans)   | 4               | 0               | 1               | 0               | 0               |
| 13                 | Yerry Mina             | FC Barcelone           | 23 septembre 1994 (23 ans) | 3               | 3               | 0               | 0               | 0               |
| 17                 | Johan Mojica           | Gérone FC              | 21 août 1992 (25 ans)      | 4               | 0               | 1               | 0               | 0               |
| 18                 | Farid Díaz             | Club Olimpia           | 20 juillet 1983 (34 ans)   | 0               | 0               | 0               | 0               | 0               |
| 23                 | Davinson Sánchez       | Tottenham Hotspur      | 12 juin 1996 (22 ans)      | 4               | 0               | 0               | 0               | 0               |
| Milieux de terrain |                        |                        |                            |                 |                 |                 |                 |                 |
| 05                 | Wílmar Barrios         | Boca Juniors           | 16 octobre 1993 (24 ans)   | 3               | 0               | 2               | 0               | 0               |
| 06                 | Carlos Sánchez         | Espanyol de Barcelone  | 6 février 1986 (32 ans)    | 3               | 0               | 1               | 0               | 1               |
| 08                 | Abel Aguilar           | Deportivo Cali         | 6 janvier 1985 (33 ans)    | 1               | 0               | 0               | 0               | 0               |
| 10                 | James Rodríguez        | Bayern Munich          | 12 juillet 1991 (26 ans)   | 3               | 0               | 1               | 0               | 0               |
| 11                 | Juan Cuadrado          | Juventus Turin         | 26 mai 1988 (30 ans)       | 4               | 1               | 1               | 0               | 0               |
| 15                 | Mateus Uribe           | Club América           | 21 mars 1991 (27 ans)      | 3               | 0               | 0               | 0               | 0               |
| 16                 | Jefferson Lerma        | Levante UD             | 25 octobre 1994 (23 ans)   | 4               | 0               | 0               | 0               | 0               |
| 20                 | Juan Fernando Quintero | River Plate            | 18 janvier 1993 (25 ans)   | 4               | 1               | 0               | 0               | 0               |
| Attaquants         |                        |                        |                            |                 |                 |                 |                 |                 |
| 07                 | Carlos Bacca           | Villarreal CF          | 8 septembre 1986 (31 ans)  | 3               | 0               | 1               | 0               | 0               |
| 09                 | Radamel Falcao         | AS Monaco              | 10 février 1986 (32 ans)   | 4               | 1               | 1               | 0               | 0               |
| 14                 | Luis Muriel            | Séville FC             | 16 avril 1991 (27 ans)     | 2               | 0               | 0               | 0               | 0               |
| 19                 | Miguel Borja           | SE Palmeiras           | 26 janvier 1993 (25 ans)   | 1               | 0               | 0               | 0               | 0               |
| 21                 | José Izquierdo         | Brighton & Hove Albion | 7 juillet 1992 (25 ans)    | 1               | 0               | 0               | 0               | 0               |
| Sélectionneur      |                        |                        |                            |                 |                 |                 |                 |                 |
|                    | José Pékerman          |                        | 3 septembre 1949 (68 ans)  |                 |                 |                 |                 |                 |

* NB : Les âges sont calculés au début de la Coupe du monde 2018, le 14 juin 2018.

## Coupe du monde

### Premier tour - Groupe H
|   | Équipe   | Pts | J | G | N | P | Bp | Bc | Diff |
| 1 | Colombie | 6   | 3 | 2 | 0 | 1 | 5  | 2  | +3   |
| 2 | Japon    | 4   | 3 | 1 | 1 | 1 | 4  | 4  | 0    |
| 3 | Sénégal  | 4   | 3 | 1 | 1 | 1 | 4  | 4  | 0    |
| 4 | Pologne  | 3   | 3 | 1 | 0 | 2 | 2  | 5  | -3   |

| 15 | 19 juin 2018 | Pologne  | 1 - 2 | Sénégal  |
| 16 | 19 juin 2018 | Colombie | 1 - 2 | Japon    |
| 31 | 24 juin 2018 | Pologne  | 0 - 3 | Colombie |
| 32 | 24 juin 2018 | Japon    | 2 - 2 | Sénégal  |
| 47 | 28 juin 2018 | Japon    | 0 - 1 | Pologne  |
| 48 | 28 juin 2018 | Sénégal  | 0 - 1 | Colombie |

#### Colombie - Japon
| Match 15                                                 | Colombie                   | 1 - 2   | Japon                                                     | Stade de Mordovie, Saransk                     |                                                |
| 19 juin 2018 · 15:00 (UTC+3) · Historique des rencontres | Juan Fernando Quintero 39e | (1 - 1) | 6e (pen.) Shinji Kagawa · 73e Yuya Osako (Keisuke Honda ) | Spectateurs : 40 842 Arbitrage : Damir Skomina | Spectateurs : 40 842 Arbitrage : Damir Skomina |
| 19 juin 2018 · 15:00 (UTC+3) · Historique des rencontres | Rapport                    |         |                                                           | Spectateurs : 40 842 Arbitrage : Damir Skomina | Spectateurs : 40 842 Arbitrage : Damir Skomina |

| Colombie | Japon |

| COLOMBIE :      |    |                        |     |     |
|                 |    |                        |     |     |
| Gardien de but  | 01 | David Ospina           |     |     |
|                 | 04 | Santiago Arias         |     |     |
|                 | 23 | Davinson Sánchez       |     |     |
|                 | 03 | Óscar Murillo          |     |     |
|                 | 17 | Johan Mojica           |     |     |
|                 | 06 | Carlos Sánchez         | 3e  |     |
|                 | 16 | Jefferson Lerma        |     |     |
|                 | 11 | Juan Cuadrado          |     | 31e |
|                 | 21 | José Izquierdo         |     | 70e |
|                 | 20 | Juan Fernando Quintero |     | 59e |
|                 | 09 | Radamel Falcao         |     |     |
| Remplaçants :   |    |                        |     |     |
|                 | 05 | Wílmar Barrios         | 64e | 31e |
|                 | 10 | James Rodríguez        | 86e | 59e |
|                 | 07 | Carlos Bacca           |     | 70e |
| Sélectionneur : |    |                        |     |     |
| José Pékerman   |    |                        |     |     |

| JAPON :         |    |                  |       |     |
|                 |    |                  |       |     |
| Gardien de but  | 01 | Eiji Kawashima   | 90+4e |     |
|                 | 19 | Hiroki Sakai     |       |     |
|                 | 22 | Maya Yoshida     |       |     |
|                 | 03 | Gen Shōji        |       |     |
|                 | 05 | Yūto Nagatomo    |       |     |
|                 | 17 | Makoto Hasebe    |       |     |
|                 | 07 | Gaku Shibasaki   |       | 80e |
|                 | 08 | Genki Haraguchi  |       |     |
|                 | 10 | Shinji Kagawa    |       | 70e |
|                 | 14 | Takashi Inui     |       |     |
|                 | 15 | Yuya Osako       |       | 85e |
| Remplaçants :   |    |                  |       |     |
|                 | 04 | Keisuke Honda    |       | 70e |
|                 | 16 | Hotaru Yamaguchi |       | 80e |
|                 | 09 | Shinji Okazaki   |       | 85e |
| Sélectionneur : |    |                  |       |     |
| Akira Nishino   |    |                  |       |     |

| Assistants : Jure Praprotnik Robert Vukan Quatrième arbitre : Mehdi Abid Charef Cinquième arbitre : Anouar Hmila Arbitre vidéo : Danny Makkelie Assistants arbitre vidéo : Bastian Dankert Sander van Roekel Felix Zwayer Homme du Match : Yuya Osako |

#### Pologne - Colombie
| Match 31                                                 | Pologne | 0 - 3   | Colombie | Kazan Arena, Kazan                                  |                                                     |
| 24 juin 2018 · 21:00 (UTC+3) · Historique des rencontres |         | (0 - 1) | 40e Yerry Mina (James Rodríguez ) · 70e Radamel Falcao (Juan Fernando Quintero ) · 75e Juan Cuadrado (James Rodríguez ) | Spectateurs : 42 873 Arbitrage : César Arturo Ramos | Spectateurs : 42 873 Arbitrage : César Arturo Ramos |
| 24 juin 2018 · 21:00 (UTC+3) · Historique des rencontres | Rapport |         | | Spectateurs : 42 873 Arbitrage : César Arturo Ramos | Spectateurs : 42 873 Arbitrage : César Arturo Ramos |

| Pologne | Colombie |

| POLOGNE :       |    |                     |     |     |
|                 |    |                     |     |     |
| Gardien de but  | 01 | Wojciech Szczęsny   |     |     |
|                 | 20 | Łukasz Piszczek     |     |     |
|                 | 05 | Jan Bednarek        | 61e |     |
|                 | 02 | Michał Pazdan       |     | 80e |
|                 | 18 | Bartosz Bereszyński |     | 72e |
|                 | 10 | Grzegorz Krychowiak |     |     |
|                 | 06 | Jacek Góralski      | 85e |     |
|                 | 13 | Maciej Rybus        |     |     |
|                 | 19 | Piotr Zieliński     |     |     |
|                 | 09 | Robert Lewandowski  |     |     |
|                 | 23 | Dawid Kownacki      |     | 57e |
| Remplaçants :   |    |                     |     |     |
|                 | 11 | Kamil Grosicki      |     | 57e |
|                 | 14 | Łukasz Teodorczyk   |     | 72e |
|                 | 15 | Kamil Glik          |     | 80e |
| Sélectionneur : |    |                     |     |     |
| Adam Nawałka    |    |                     |     |     |

| COLOMBIE :      |    |                        |  |     |
|                 |    |                        |  |     |
| Gardien de but  | 01 | David Ospina           |  |     |
|                 | 04 | Santiago Arias         |  |     |
|                 | 23 | Davinson Sánchez       |  |     |
|                 | 13 | Yerry Mina             |  |     |
|                 | 17 | Johan Mojica           |  |     |
|                 | 08 | Abel Aguilar           |  | 32e |
|                 | 05 | Wílmar Barrios         |  |     |
|                 | 11 | Juan Cuadrado          |  |     |
|                 | 20 | Juan Fernando Quintero |  | 73e |
|                 | 10 | James Rodríguez        |  |     |
|                 | 09 | Radamel Falcao         |  | 78e |
| Remplaçants :   |    |                        |  |     |
|                 | 15 | Mateus Uribe           |  | 32e |
|                 | 16 | Jefferson Lerma        |  | 73e |
|                 | 07 | Carlos Bacca           |  | 78e |
| Sélectionneur : |    |                        |  |     |
| José Pékerman   |    |                        |  |     |

| Assistants : Marvin Torrentera Miguel Hernández Quatrième arbitre : Julio Bascuñán Cinquième arbitre : Christian Schiemann Arbitre vidéo : Mauro Vigliano Assistants arbitre vidéo : Gery Vargas Roberto Díaz Pérez Daniele Orsato Homme du Match : James Rodríguez |

#### Sénégal - Colombie
| Match 48                                                 | Sénégal | 0 - 1   | Colombie                                 | Samara Arena, Samara                           |                                                |
| 28 juin 2018 · 18:00 (UTC+4) · Historique des rencontres |         | (0 - 0) | 74e Yerry Mina (Juan Fernando Quintero ) | Spectateurs : 41 970 Arbitrage : Milorad Mažić | Spectateurs : 41 970 Arbitrage : Milorad Mažić |
| 28 juin 2018 · 18:00 (UTC+4) · Historique des rencontres | Rapport |         |                                          | Spectateurs : 41 970 Arbitrage : Milorad Mažić | Spectateurs : 41 970 Arbitrage : Milorad Mažić |

| Sénégal | Colombie |

| SÉNÉGAL :       |    |                   |     |     |
|                 |    |                   |     |     |
| Gardien de but  | 16 | Khadim N'Diaye    |     |     |
|                 | 21 | Lamine Gassama    |     |     |
|                 | 06 | Salif Sané        |     |     |
|                 | 03 | Kalidou Koulibaly |     |     |
|                 | 12 | Youssouf Sabaly   |     | 74e |
|                 | 18 | Ismaïla Sarr      |     |     |
|                 | 08 | Cheikhou Kouyaté  |     |     |
|                 | 05 | Idrissa Gueye     |     |     |
|                 | 10 | Sadio Mané        |     |     |
|                 | 20 | Keita Baldé       |     | 80e |
|                 | 19 | M'Baye Niang      | 51e | 86e |
| Remplaçants :   |    |                   |     |     |
|                 | 22 | Moussa Wagué      |     | 74e |
|                 | 14 | Moussa Konaté     |     | 80e |
|                 | 15 | Diafra Sakho      |     | 86e |
| Sélectionneur : |    |                   |     |     |
| Aliou Cissé     |    |                   |     |     |

| COLOMBIE :      |    |                        |     |     |
|                 |    |                        |     |     |
| Gardien de but  | 01 | David Ospina           |     |     |
|                 | 04 | Santiago Arias         |     |     |
|                 | 23 | Davinson Sánchez       |     |     |
|                 | 13 | Yerry Mina             |     |     |
|                 | 17 | Johan Mojica           | 45e |     |
|                 | 15 | Mateus Uribe           |     | 83e |
|                 | 06 | Carlos Sánchez         |     |     |
|                 | 11 | Juan Cuadrado          |     |     |
|                 | 20 | Juan Fernando Quintero |     |     |
|                 | 10 | James Rodríguez        |     | 31e |
|                 | 09 | Radamel Falcao         |     | 89e |
| Remplaçants :   |    |                        |     |     |
|                 | 14 | Luis Muriel            |     | 31e |
|                 | 16 | Jefferson Lerma        |     | 83e |
|                 | 19 | Miguel Borja           |     | 89e |
| Sélectionneur : |    |                        |     |     |
| José Pékerman   |    |                        |     |     |

| Assistants : Milovan Ristić Dalibor Đurđević Quatrième arbitre : Bamlak Tessema Weyesa Cinquième arbitre : Hasan Al Mahri Arbitre vidéo : Danny Makkelie Assistants arbitre vidéo : Bastian Dankert Elenito Di Liberatore Gianluca Rocchi Homme du Match : Yerry Mina |

### Huitième de finale

#### Colombie - Angleterre
| Match 56                                                   | Colombie                                                                   | 1 - 1 a.p.            | Angleterre                                                                    | Otkrytie Arena, Moscou                       |                                              |
| 3 juillet 2018 · 21:00 (UTC+3) · Historique des rencontres | ( Juan Cuadrado) Yerry Mina 90+3e                                          | (0 - 0, 1 - 1, 1 - 1) | 57e (pen.) Harry Kane                                                         | Spectateurs : 44 190 Arbitrage : Mark Geiger | Spectateurs : 44 190 Arbitrage : Mark Geiger |
| 3 juillet 2018 · 21:00 (UTC+3) · Historique des rencontres | Rapport                                                                    |                       |                                                                               | Spectateurs : 44 190 Arbitrage : Mark Geiger | Spectateurs : 44 190 Arbitrage : Mark Geiger |
| 3 juillet 2018 · 21:00 (UTC+3) · Historique des rencontres | Radamel Falcao · Juan Cuadrado · Luis Muriel · Mateus Uribe · Carlos Bacca | Tirs au but 3 - 4     | Harry Kane · Marcus Rashford · Jordan Henderson · Kieran Trippier · Eric Dier | Spectateurs : 44 190 Arbitrage : Mark Geiger | Spectateurs : 44 190 Arbitrage : Mark Geiger |

| Colombie | Angleterre |

| COLOMBIE :      |    |                        |      |      |
|                 |    |                        |      |      |
| Gardien de but  | 01 | David Ospina           |      |      |
|                 | 04 | Santiago Arias         | 52e  | 116e |
|                 | 13 | Yerry Mina             |      |      |
|                 | 23 | Davinson Sánchez       |      |      |
|                 | 17 | Johan Mojica           |      |      |
|                 | 05 | Wílmar Barrios         | 41e  |      |
|                 | 06 | Carlos Sánchez         | 54e  | 79e  |
|                 | 16 | Jefferson Lerma        |      | 61e  |
|                 | 11 | Juan Cuadrado          | 118e |      |
|                 | 20 | Juan Fernando Quintero |      | 88e  |
|                 | 09 | Radamel Falcao         | 63e  |      |
| Remplaçants :   |    |                        |      |      |
|                 | 07 | Carlos Bacca           | 64e  | 61e  |
|                 | 15 | Mateus Uribe           |      | 79e  |
|                 | 14 | Luis Muriel            |      | 88e  |
|                 | 02 | Cristián Zapata        |      | 116e |
| Sélectionneur : |    |                        |      |      |
| José Pékerman   |    |                        |      |      |

| ANGLETERRE :     |    |                  |     |      |
|                  |    |                  |     |      |
| Gardien de but   | 01 | Jordan Pickford  |     |      |
|                  | 02 | Kyle Walker      |     | 113e |
|                  | 05 | John Stones      |     |      |
|                  | 06 | Harry Maguire    |     |      |
|                  | 08 | Jordan Henderson | 56e |      |
|                  | 20 | Dele Alli        |     | 81e  |
|                  | 07 | Jesse Lingard    | 69e |      |
|                  | 12 | Kieran Trippier  |     |      |
|                  | 18 | Ashley Young     |     | 102e |
|                  | 10 | Raheem Sterling  |     | 88e  |
|                  | 09 | Harry Kane       |     |      |
| Remplaçants :    |    |                  |     |      |
|                  | 04 | Eric Dier        |     | 81e  |
|                  | 11 | Jamie Vardy      |     | 88e  |
|                  | 03 | Danny Rose       |     | 102e |
|                  | 19 | Marcus Rashford  |     | 113e |
| Sélectionneur :  |    |                  |     |      |
| Gareth Southgate |    |                  |     |      |

| Assistants : Joe Fletcher Frank Anderson Quatrième arbitre : Matthew Conger Cinquième arbitre : Tevita Makasini Arbitre vidéo : Danny Makkelie Assistants arbitre vidéo : Paweł Gil Carlos Astroza Mauro Vigliano Homme du Match : Harry Kane |

## Statistiques

### Temps de jeu
| Joueur                 |          |          |          |          | TT       | But inscrit | Passe décisive | MJ       | MT       | Légende |
| ---------------------- | -------- | -------- | -------- | -------- | -------- | ----------- | -------------- | -------- | -------- | --- |
| Gardiens               | Gardiens | Gardiens | Gardiens | Gardiens | Gardiens | Gardiens    | Gardiens       | Gardiens | Gardiens | Abréviations et symboles : TT : Total de minutes jouées MJ : Nombre de matchs joués MT : Matchs joués en tant que titulaire : but (csc) : but contre son camp : passe décisive : joueur entré : joueur remplacé : capitaine : carton jaune : carton rouge |
| David Ospina           | 90       | 90       | 90       | 120      | 390      | -           | -              | 4        | 4        | Abréviations et symboles : TT : Total de minutes jouées MJ : Nombre de matchs joués MT : Matchs joués en tant que titulaire : but (csc) : but contre son camp : passe décisive : joueur entré : joueur remplacé : capitaine : carton jaune : carton rouge |
| Camilo Vargas          | -        | -        | -        | -        | -        | -           | -              | -        | -        | Abréviations et symboles : TT : Total de minutes jouées MJ : Nombre de matchs joués MT : Matchs joués en tant que titulaire : but (csc) : but contre son camp : passe décisive : joueur entré : joueur remplacé : capitaine : carton jaune : carton rouge |
| José Fernando Cuadrado | -        | -        | -        | -        | -        | -           | -              | -        | -        | Abréviations et symboles : TT : Total de minutes jouées MJ : Nombre de matchs joués MT : Matchs joués en tant que titulaire : but (csc) : but contre son camp : passe décisive : joueur entré : joueur remplacé : capitaine : carton jaune : carton rouge |
| Défenseurs             |          |          |          |          |          |             |                |          |          | Abréviations et symboles : TT : Total de minutes jouées MJ : Nombre de matchs joués MT : Matchs joués en tant que titulaire : but (csc) : but contre son camp : passe décisive : joueur entré : joueur remplacé : capitaine : carton jaune : carton rouge |
| Cristián Zapata        | -        | -        | -        | 4        | 4        | -           | -              | 1        | -        | Abréviations et symboles : TT : Total de minutes jouées MJ : Nombre de matchs joués MT : Matchs joués en tant que titulaire : but (csc) : but contre son camp : passe décisive : joueur entré : joueur remplacé : capitaine : carton jaune : carton rouge |
| Óscar Murillo          | 90       | -        | -        | -        | 90       | -           | -              | 1        | 1        | Abréviations et symboles : TT : Total de minutes jouées MJ : Nombre de matchs joués MT : Matchs joués en tant que titulaire : but (csc) : but contre son camp : passe décisive : joueur entré : joueur remplacé : capitaine : carton jaune : carton rouge |
| Santiago Arias         | 90       | 90       | 90       | 116      | 386      | -           | -              | 4        | 4        | Abréviations et symboles : TT : Total de minutes jouées MJ : Nombre de matchs joués MT : Matchs joués en tant que titulaire : but (csc) : but contre son camp : passe décisive : joueur entré : joueur remplacé : capitaine : carton jaune : carton rouge |
| Yerry Mina             | -        | 90       | 90       | 120      | 300      | 3           | -              | 3        | 3        | Abréviations et symboles : TT : Total de minutes jouées MJ : Nombre de matchs joués MT : Matchs joués en tant que titulaire : but (csc) : but contre son camp : passe décisive : joueur entré : joueur remplacé : capitaine : carton jaune : carton rouge |
| Johan Mojica           | 90       | 90       | 90       | 120      | 390      | -           | -              | 4        | 4        | Abréviations et symboles : TT : Total de minutes jouées MJ : Nombre de matchs joués MT : Matchs joués en tant que titulaire : but (csc) : but contre son camp : passe décisive : joueur entré : joueur remplacé : capitaine : carton jaune : carton rouge |
| Farid Díaz             | -        | -        | -        | -        | -        | -           | -              | -        | -        | Abréviations et symboles : TT : Total de minutes jouées MJ : Nombre de matchs joués MT : Matchs joués en tant que titulaire : but (csc) : but contre son camp : passe décisive : joueur entré : joueur remplacé : capitaine : carton jaune : carton rouge |
| Davinson Sánchez       | 90       | 90       | 90       | 120      | 390      | -           | -              | 4        | 4        | Abréviations et symboles : TT : Total de minutes jouées MJ : Nombre de matchs joués MT : Matchs joués en tant que titulaire : but (csc) : but contre son camp : passe décisive : joueur entré : joueur remplacé : capitaine : carton jaune : carton rouge |
| Milieux                |          |          |          |          |          |             |                |          |          | Abréviations et symboles : TT : Total de minutes jouées MJ : Nombre de matchs joués MT : Matchs joués en tant que titulaire : but (csc) : but contre son camp : passe décisive : joueur entré : joueur remplacé : capitaine : carton jaune : carton rouge |
| Wílmar Barrios         | 59       | 90       | -        | 120      | 269      | -           | -              | 3        | 2        | Abréviations et symboles : TT : Total de minutes jouées MJ : Nombre de matchs joués MT : Matchs joués en tant que titulaire : but (csc) : but contre son camp : passe décisive : joueur entré : joueur remplacé : capitaine : carton jaune : carton rouge |
| Carlos Sánchez         | 3        | -        | 90       | 79       | 172      | -           | -              | 3        | 3        | Abréviations et symboles : TT : Total de minutes jouées MJ : Nombre de matchs joués MT : Matchs joués en tant que titulaire : but (csc) : but contre son camp : passe décisive : joueur entré : joueur remplacé : capitaine : carton jaune : carton rouge |
| Abel Aguilar           | -        | 32       | -        | -        | 32       | -           | -              | 1        | 1        | Abréviations et symboles : TT : Total de minutes jouées MJ : Nombre de matchs joués MT : Matchs joués en tant que titulaire : but (csc) : but contre son camp : passe décisive : joueur entré : joueur remplacé : capitaine : carton jaune : carton rouge |
| James Rodríguez        | 31       | 90       | 31       | -        | 152      | -           | 2              | 3        | 2        | Abréviations et symboles : TT : Total de minutes jouées MJ : Nombre de matchs joués MT : Matchs joués en tant que titulaire : but (csc) : but contre son camp : passe décisive : joueur entré : joueur remplacé : capitaine : carton jaune : carton rouge |
| Juan Cuadrado          | 31       | 90       | 90       | 120      | 331      | 1           | 1              | 4        | 4        | Abréviations et symboles : TT : Total de minutes jouées MJ : Nombre de matchs joués MT : Matchs joués en tant que titulaire : but (csc) : but contre son camp : passe décisive : joueur entré : joueur remplacé : capitaine : carton jaune : carton rouge |
| Mateus Uribe           | -        | 58       | 83       | 41       | 182      | -           | -              | 3        | 1        | Abréviations et symboles : TT : Total de minutes jouées MJ : Nombre de matchs joués MT : Matchs joués en tant que titulaire : but (csc) : but contre son camp : passe décisive : joueur entré : joueur remplacé : capitaine : carton jaune : carton rouge |
| Jefferson Lerma        | 90       | 17       | 7        | 61       | 175      | -           | -              | 4        | 2        | Abréviations et symboles : TT : Total de minutes jouées MJ : Nombre de matchs joués MT : Matchs joués en tant que titulaire : but (csc) : but contre son camp : passe décisive : joueur entré : joueur remplacé : capitaine : carton jaune : carton rouge |
| Juan Fernando Quintero | 59       | 73       | 90       | 88       | 310      | 1           | 2              | 4        | 4        | Abréviations et symboles : TT : Total de minutes jouées MJ : Nombre de matchs joués MT : Matchs joués en tant que titulaire : but (csc) : but contre son camp : passe décisive : joueur entré : joueur remplacé : capitaine : carton jaune : carton rouge |
| Attaquants             |          |          |          |          |          |             |                |          |          | Abréviations et symboles : TT : Total de minutes jouées MJ : Nombre de matchs joués MT : Matchs joués en tant que titulaire : but (csc) : but contre son camp : passe décisive : joueur entré : joueur remplacé : capitaine : carton jaune : carton rouge |
| Carlos Bacca           | 20       | 12       | -        | 59       | 91       | -           | -              | 3        | -        | Abréviations et symboles : TT : Total de minutes jouées MJ : Nombre de matchs joués MT : Matchs joués en tant que titulaire : but (csc) : but contre son camp : passe décisive : joueur entré : joueur remplacé : capitaine : carton jaune : carton rouge |
| Radamel Falcao         | 90       | 78       | 89       | 120      | 377      | 1           | -              | 4        | 4        | Abréviations et symboles : TT : Total de minutes jouées MJ : Nombre de matchs joués MT : Matchs joués en tant que titulaire : but (csc) : but contre son camp : passe décisive : joueur entré : joueur remplacé : capitaine : carton jaune : carton rouge |
| Luis Muriel            | -        | -        | 59       | 32       | 91       | -           | -              | 2        | -        | Abréviations et symboles : TT : Total de minutes jouées MJ : Nombre de matchs joués MT : Matchs joués en tant que titulaire : but (csc) : but contre son camp : passe décisive : joueur entré : joueur remplacé : capitaine : carton jaune : carton rouge |
| Miguel Borja           | -        | -        | 1        | -        | 1        | -           | -              | 1        | -        | Abréviations et symboles : TT : Total de minutes jouées MJ : Nombre de matchs joués MT : Matchs joués en tant que titulaire : but (csc) : but contre son camp : passe décisive : joueur entré : joueur remplacé : capitaine : carton jaune : carton rouge |
| José Izquierdo         | 70       | -        | -        | -        | 70       | -           | -              | 1        | 1        | Abréviations et symboles : TT : Total de minutes jouées MJ : Nombre de matchs joués MT : Matchs joués en tant que titulaire : but (csc) : but contre son camp : passe décisive : joueur entré : joueur remplacé : capitaine : carton jaune : carton rouge |
| TOTAL                  |          |          |          |          |          |             |                |          |          | Abréviations et symboles : TT : Total de minutes jouées MJ : Nombre de matchs joués MT : Matchs joués en tant que titulaire : but (csc) : but contre son camp : passe décisive : joueur entré : joueur remplacé : capitaine : carton jaune : carton rouge |
| Équipe de Colombie     | 90       | 90       | 90       | 120      | 390      | 6           | 5              | 4        | -        | Abréviations et symboles : TT : Total de minutes jouées MJ : Nombre de matchs joués MT : Matchs joués en tant que titulaire : but (csc) : but contre son camp : passe décisive : joueur entré : joueur remplacé : capitaine : carton jaune : carton rouge |

| Buts  | Joueurs                | Adversaires                  |
| ----- | ---------------------- | ---------------------------- |
| 3     | Yerry Mina             | Pologne, Sénégal, Angleterre |
| 1     | Juan Fernando Quintero | Japon                        |
| 1     | Radamel Falcao         | Pologne                      |
| 1     | Juan Cuadrado          | Pologne                      |
| TOTAL | 6 BUTS                 | 6 BUTS                       |

| Passes | Joueurs                | Adversaires        |
| ------ | ---------------------- | ------------------ |
| 2      | James Rodríguez        | Pologne (2)        |
| 2      | Juan Fernando Quintero | Pologne, Sénégal   |
| 1      | Juan Cuadrado          | Angleterre         |
| TOTAL  | 5 PASSES DÉCISIVES     | 5 PASSES DÉCISIVES |